# Campeonato Nacional de Albania 1942
El Campeonato Nacional de Albania de 1942 (en albanés, Kampionati Kombëtar Shqiptar 1942). Este evento aún no está reconocido oficialmente por la Federación Albanesa de Fútbol, pero en diciembre de 2012 los medios deportivos albaneses informaron que se espera que este campeonato, junto con los otros dos campeonatos de la Segunda Guerra Mundial, sean reconocidos pronto.

## Resumen
El Campeonato Nacional de Albania 1942 fue la 10a temporada de la competición principal anual de Albania. Comenzó el 14 de junio de 1942 y finalizó el 29 de junio de 1942. Diez equipos se separaron en un grupo de 4 equipos y dos grupos de 3 equipos, jugando un solo sistema de todos contra todos. Dos primeros equipos del grupo más grande y solo el primer equipo de otros dos grupos más pequeños entrarían a las semifinales. Los equipos de la Zona Norte fueron: Shkodra, Prishtina, Peja y Prizreni. Los equipos de la Zona Media fueron: Tirana, Elbasani y Durrësi. Los equipos de la Zona Sur fueron: Gjirokastra, Berati y Korça.
KF Tirana ganó el campeonato.

## Clasificación

### Primera ronda

#### Zona norte
| Pos. | Equipo   | PJ | PG | PE | PP | GF | GC | Dif. | Pts. |
| ---- | -------- | -- | -- | -- | -- | -- | -- | ---- | ---- |
| 1    | Prizreni | 3  | 3  | 0  | 0  | 10 | 2  | +8   | 6    |
| 2    | Shkodra  | 3  | 2  | 0  | 1  | 4  | 3  | +1   | 4    |
| 3    | Peja     | 3  | 0  | 1  | 2  | 3  | 5  | -2   | 1    |
| 4    | Pristina | 3  | 0  | 1  | 2  | 2  | 9  | -7   | 1    |

#### Zona Centro
| Pos. | Equipo   | PJ | PG | PE | PP | GF | GC | Dif. | Pts. |
| ---- | -------- | -- | -- | -- | -- | -- | -- | ---- | ---- |
| 1    | Tirana   | 2  | 1  | 1  | 0  | 6  | 2  | +4   | 3    |
| 2    | Durrësi  | 1  | 0  | 1  | 0  | 1  | 1  | 0    | 1    |
| 3    | Elbasani | 1  | 0  | 0  | 1  | 1  | 5  | -4   | 0    |

#### Zona Sur
| Pos. | Equipo      | PJ | PG | PE | PP | GF | GC | Dif. | Pts. |
| ---- | ----------- | -- | -- | -- | -- | -- | -- | ---- | ---- |
| 1    | Berati      | 2  | 1  | 1  | 0  | 8  | 2  | +6   | 3    |
| 2    | Korça       | 2  | 1  | 1  | 0  | 11 | 4  | +7   | 3    |
| 3    | Gjirokastra | 2  | 0  | 0  | 2  | 2  | 15 | -13  | 0    |

## Resultados

### Primera ronda
| Local/Visita | PEJ | PRS | PRZ | SHK |
| ------------ | --- | --- | --- | --- |
| Peja         |     | 2-2 |     | 0-1 |
| Pristina     | 2-1 |     |     | 0-2 |
| Prizreni     |     | 5-0 |     | 3-1 |
| Shkodra      |     |     |     |     |

| Local/Visita | DUR | ELB | TIR |
| ------------ | --- | --- | --- |
| Durrësi      |     | ?-? | 1-1 |
| Elbasani     |     |     |     |
| Tirana       |     | 5-1 |     |

     Victoria local      Empate      Victoria visitante      Resultado Desconocido

#### Zona Sur
| Local/Visita | BER | GJI | KOR |
| ------------ | --- | --- | --- |
| Berati       |     | 6-0 | 2-2 |
| Gjirokastra  |     |     |     |
| Korça        |     | 9-2 |     |

     Victoria local      Empate      Victoria visitante

### Fase final
|  | Semifinales | Semifinales |       |  | Final       | Final |  |
|  |             |             |       |  |             |       |  |
|  |             |             |       |  |             |       |  |
|  | Tirana      | 2 (2)       |       |  |             |       |  |
|  | Prizreni    | 1 (2)       |       |  |             |       |  |
|  |             |             |       |  |             |       |  |
|  |             |             |       |  | 29 de junio |       |  |
|  |             |             |       |  | Tirana      | 1 (2) |  |
|  |             | Shkodra     | 1 (0) |  |             |       |  |
|  |             |             |       |  |             |       |  |
|  |             |             |       |  |             |       |  |
|  |             |             |       |  |             |       |  |
|  |             |             |       |  |             |       |  |
|  | Berati      | 1           |       |  |             |       |  |
|  | Shkodra     | 3           |       |  |             |       |  |

#### Semifinales
|  | Tirana | 2-1 (2-2 t. s.) | Prizreni |  |  |

|  | Berati | 1-3 | Shkodra |  |  |

#### Final
|  | Tirana     | 1-1 (2-0 t. s.) | Shkodra  |                            |                            |
|  | Bylyku 65' |                 | Pali 90' | Árbitro(s): Michele Carone | Árbitro(s): Michele Carone |

Nota: El partido regular terminó en empate 1-1, pero Shkodra se negó a jugar el tiempo extra, por lo que el árbitro italiano Michele Carone y la Federación Albanesa de Fútbol decidieron el partido a favor de Tirana.